# Afusellaments de Deredia
Els afusellaments de Deredia és un episodi de la Primera Guerra Carlista en què les tropes carlines sota el comandament de Zumalacárregui van afusellar més de 100 presoners enemics que havien capturat el dia 17 de març del 1834 al llogarret de Deredia, prop de Vitòria (País Basc).

## Antecedents
En rebre el coronel Tomás de Zumalacárregui el comandament de les tropes carlines navarreses durant la Primera Guerra Carlina (novembre de 1833), va trobar una tropa molt mal equipada, formada per uns 2.500 homes organitzats en quatre batallons.
La falta d'armes i municions va fer que Zumalacárregui comencés realitzant operacions contra l'exèrcit liberal amb l'única fi d'obtenir com a botí armes i municions.
Seguint aquesta pauta, partint de l'escassa guarnició de Vitòria i pensant trobar entre els seus components individus afins a la seva causa, va decidir atacar la ciutat.
Les tropes de Vitòria estava sota el comandament del general Joaquín de Osma, comandant general de les províncies basques. La componien 750 soldats d'infanteria i 136 de cavalleria.

### ElsCeladores de Alava
El desembre de 1833 s'havia creat a Vitòria un cos franc amb el nom de Celadores de Alava. La seva missió consistia a mantenir l'ordre als pobles d'Àlaba que vivien sota el perill constant que suposava la presència de Zumalacárregui i el seu cos de duaners. El dia de l'atac contra Vitòria els celadores es trobaven aquarterats a Gamarra Nagusia, petita localitat situada a 4 quilòmetres al nord de la capital alabesa.

### L'atac
Zumalacárregui es va apropar a Vitòria el matí del dia 16 de març de 1834, venint des de Navarra. Aviat se li van unir els batallons carlins alabesos de manera que disposava d'uns tres mil homes. Va enviar contra els Celadores de Alava a Gamarra un esquadró de cavalleria i dues companyies d'infanteria.
Amb la resta dels seus recursos va iniciar l'atac per les quatre portes de la ciutat. Els afins a la seva causa, que esperava que l'ajudessin des de l'interior de la ciutat aparentment no existien, perquè els carlistes no van rebre cap ajuda de la seva part. L'atac carlista va fracassar, havent de retrocedir amb grans baixes (un text contemporani afirmava: "s'ha donat sepultura a uns quaranta cadàvers facciosos".

## Els afusellaments
Els aproximadament 200 celadores de Alaba van oferir forta resistència, però, abandonats pel seu comandant i oficials i amb més de trenta baixes, es van rendir sota la promesa que les seves vides serien respectades. Els presoners van ser conduïts a Deredia en una marxa de 25 quilòmetres cap a l'est.
En assabentar-se Zumalacárregui (que es retirava cap a Navarra) d'aquesta circumstància, va ordenar que fossin confessats i afusellats l'endemà. El comandant alabès Bruno Villareal va tractar vanament d'exposar al cap carlista "les tristes conseqüències que ocasionaria la terrible ordre".
El cabdill carlista, no obstant això, es va mostrar inflexible. Encara va aconseguir Villareal, a esquena de Zumalacárregui, que dos dels celadores presos, coneguts seus, s'amaguessin i salvessin la vida, però amb els restants es va executar l'ordre. El general carlí José Ignacio d'Uranga va anotar, breu com sempre, en el seu diari: "Dia 17. Vam romandre a Deredia on es van afusellar 118 peseteros".

### Opinions i motius
L'historiador Antonio Pirala escriu: "Immolar-los (als celadores) va ser un acte d'inhumana crueltat, l'horrible satisfacció d'una venjança a la qual no es lliura el que vol aparèixer com un heroi, com un geni. Va deixar de ser heroi per ser home; va desoir la raó per sentir les passions i va llançar sobre el seu front una taca de sang que entelava la lluentor de la seva glòria i que, sobretot, res feia necessària".
John Francis Bacon, cònsol britànic de Bilbao, descriu d'aquesta manera els motius que van impulsar a Zumalacárregui a ordenar els afusellaments de Deredia: "Va ser guiat sens dubte a una determinació tan atroç per mires polítiques; va opinar que li era necessari preservar els seus partidaris, difonent el terror entre els seus contraris; perquè és inqüestionable que en les guerres civils i revolucions, aconsegueixen major respecte i atencions aquells que es decideixen per mesures sanguinàries".
El militar i escriptor Charles Henningsen, que acompanyava Zumalacárregui, afirma que en el fracassat intent de prendre Vitòria els carlins deixaren enrere 30 homes, els quals foren afusellats pels "urbanos" que defensaven el poble. Segons ell, els posteriors afusellaments de Deredia van ser en represàlia pels morts de Vitòria.

## Fets posteriors
En la seva carrera al comandament de les tropes carlines, Zumalacárregui va continuar emprant aquestes tàctiques de terror. Així, va cremar les esglésies en les quals s'havien refugiat els defensors de Cenicero a La Rioja i Villafranca a Navarra. Va desistir de la seva ocupació quan va signar l'any següent el Conveni Lord Eliot.